# 十三湖テレビ中継局
十三湖テレビ中継局（じゅうさんこテレビちゅうけいきょく）は、青森県つがる市の旧西津軽郡車力村域に置かれていたテレビ中継局である。

## 概要
- 1982年8月7日の五所川原中継局の移転、増力（30W→2kW）に伴い、1983年3月31日をもって廃止された。
- なお、津軽地区にあったNHK単独の中継局についてはNHK津軽地区テレビ中継局を、西津軽郡鰺ヶ沢町にあった鯵ヶ沢・東鯵ヶ沢の両中継局については西津軽舞戸テレビ中継局をそれぞれ参照のこと。

## 中継局概要

### アナログテレビ放送
| チャンネル 番号 | 放送局名     | 空中線電力 （映像/音声） | ERP （映像/音声） | 偏波面   | 放送対象地域 | 放送区域 内世帯数 | 運用開始日      |
| --------------- | ------------ | ------------------------ | ----------------- | -------- | ------------ | ----------------- | --------------- |
| 2               | NHK 青森教育 | 10W/2.5W                 | - / -             | 水平偏波 | 全国         | -                 | 1967年 11月11日 |
| 9               | NHK 青森総合 | 10W/2.5W                 | - / -             | 水平偏波 | 青森県       | -                 | 1967年 11月11日 |
| 11              | RAB 青森放送 | 10W/2.5W                 | - / -             | 水平偏波 | 青森県       | 約3000世帯        | 1968年 6月1日   |

- 所在地： 車力村（現：つがる市）富萢字屏風山1番地[2][4]
- 1983年3月31日にすべて廃止された。